# برایان کنستانت
برایان کنستانت (انگلیسی: Bryan Constant؛ زادهٔ ۲۷ مارس ۱۹۹۴) بازیکن فوتبال اهل فرانسه است.
از باشگاه‌هایی که در آن بازی کرده‌است می‌توان به باشگاه فوتبال نیس اشاره کرد.
وی همچنین در تیم‌های ملی فوتبال زیر ۱۸ سال فرانسه و زیر ۱۹ سال فرانسه بازی کرده‌است.